# Clathria toximajor
Clathria toximajor är en svampdjursart som beskrevs av Topsent 1925. Clathria toximajor ingår i släktet Clathria och familjen Microcionidae. Inga underarter finns listade i Catalogue of Life.